# Нова Доба (Черкаси)
Нова́ Доба́ — обласна громадсько-політична газета Черкащини. Виходить від 1998 року двічі на тиждень щовівторка і щочетверга. Реєстраційне свідоцтво ЧС № 287 від 7 серпня 2000 року.
Член Української асоціації видавців періодичної преси (УАВПП). Переможець Професійного конкурсу преси (організатор — УАВПП, номінація — «найкраща публікація на економічну тематику»), лауреат Національної Спілки Журналістів України (номінація — «Журналістська акція року»).